# Анела
Анела (итал. Anela) је насеље у Италији у округу Сасари, региону Сардинија.
Према процени из 2011. у насељу је живело 652 становника. Насеље се налази на надморској висини од 455 м.

## Становништво
Према резултатима пописа становништва 2011. у општини је живело 673 становника.
| 1936. | 1951. | 1961. | 1971. | 1981. | 1991. | 2001. | 2011. |
| ----- | ----- | ----- | ----- | ----- | ----- | ----- | ----- |
| 1.300 | 1.445 | 1.485 | 1.073 | 1.065 | 939   | 817   | 673   |